# سفارة فرنسا في آيسلندا
سفارة فرنسا في آيسلندا هي أرفع تمثيل دبلوماسي لدولة فرنسا لدى آيسلندا. تقع السفارة في ريكيافيك وهي تهدف لتعزيز المصالح الفرنسية في آيسلندا.

## وصلات خارجية
- الموقع الرسمي
- قائمة سفارات فرنسا
- قائمة السفارات في آيسلندا